# フィロマス (オレゴン州)
フィロマス（Philomath）は、アメリカ合衆国オレゴン州のベントン郡にある都市。人口は5,350人（2020年）。市名は、かつて市内に存在したフィロマス・カレッジ（"Philomath"はギリシャ語で「学びを愛する」ことを意味する）に由来する。コーバリス都市圏に含まれる。

## 歴史
フィロマス・カレッジは、1867年にキリスト同胞教会によって設立された。1882年にフィロマス市が成立した。後の1929年にはフィロマス・カレッジが閉校した。

## 地理
フィロマスは、郡庁所在地コーバリスの西8キロメートルに位置している。
アメリカ合衆国国勢調査局によれば、市の総面積は3.3 km²で、その全域が陸地である。

## 経済
市内には数軒の製材所がある。その他、モルフォルノ・アンチセンスオリゴを製造するGene Tools社、海洋測定装置を製造するWet Labs社、高速インターネット回線を提供するAlyrica Networks社、太陽電池パネルや代替エネルギー製品を製造するSolar Summit社がある。

## 教育
フィロマスの公共教育はフィロマス公立学区により管轄され、現在下記の4校が所属している。
- フィロマス小学校
- クレメンス小学校
- フィロマス中学校
- フィロマス高等学校

## マスメディア
- フィロマス・ビューリティン（英: Philomath Bulletin） - 週刊新聞

## 人口動態
以下は2000年国勢調査による人口統計データである。
| - 人口: 3,838人 - 世帯数: 1,346世帯 - 家族数: 1,017家族 - 人口密度: 1,157.7人/km²（2,993.0人/mi²） - 住居数: 1,434軒 - 住居密度: 432.6軒/km²（1,118.3軒/mi²） 人種別人口構成 - 白人: 93.25% - アフリカン・アメリカン: 0.16% - ネイティブ・アメリカン: 1.64% - アジア人: 1.20% - 太平洋諸島系: 0.23% - その他の人種: 1.25% - 混血: 2.27% - ヒスパニック・ラテン系: 3.93% 年齢別人口構成 - 18歳未満: 34.3% - 18-24歳: 7.1% - 25-44歳: 32.1% - 45-64歳: 19.6% - 65歳以上: 6.9% - 年齢の中央値: 32歳 - 性比（女性100人あたり男性の人口） - 総人口: 98.9 - 18歳以上: 95.2 | 世帯と家族（対世帯数） - 18歳未満の子供がいる: 47.3% - 結婚・同居している夫婦: 55.8% - 未婚・離婚・死別女性が世帯主: 15.1% - 非家族世帯: 24.4% - 単身世帯: 18.6% - 65歳以上の老人1人暮らし: 5.1% - 平均構成人数 - 世帯: 2.85人 - 家族: 3.22人 収入と家計 - 収入の中央値 - 世帯: 41,461米ドル - 家族: 42,578米ドル - 性別 - 男性: 36,104米ドル - 女性: 25,281米ドル - 人口1人あたり収入: 16,620米ドル - 貧困線以下 - 対人口: 8.2% - 対家族数: 6.5% - 18歳未満: 9.2% - 65歳以上: 10.2% |